# Jewgeni Wassiljewitsch Nowikow
Jewgeni Wassiljewitsch Nowikow (russisch Евгений Васильевич Новиков, wiss. Transliteration Evgenij Vasil'evič Novikov; * 26. August 1924 in Patschelma; † 20. Oktober 1973) war ein sowjetischer Gewichtheber.

## Werdegang
Nach dem Rücktritt des bis dahin besten sowjetischen Gewichthebers in der Schwergewichtsklasse, Jakow Kuzenko, im Jahr 1952, kämpften zwei junge Athleten um seine Nachfolge: Alexei Medwedew und Jewgeni Nowikow. Jewgeni Nowikow war Offizier in der Sowjetarmee und in Minsk stationiert. Er begann relativ spät mit dem Gewichtheben und erreichte 1951 erstmals 400 kg im olympischen Dreikampf. Ab 1953 erzielte er bei den sowjetischen Meisterschaften sehr gute Platzierungen, es gelang ihm aber nur 1957 Medwedew zu besiegen. 1957 war überhaupt das beste Jahr Nowikows, denn er erzielte mit 492,5 kg seine persönliche Bestleistung und wurde außerdem Europameister in Kattowitz. Das war sein größter Erfolg. Insgesamt gesehen hatte aber Alexei Medwedew die größeren Erfolge, denn dieser wurde 1957 und 1958 sogar Weltmeister, ehe er von Juri Wlassow abgelöst wurde.
Jewgeni Nowikow beendete 1960 seine Laufbahn. Er wurde 1969 zum Verdienten Meister des Sports der UdSSR ernannt. Vor seiner sportlichen Laufbahn hatte er im Deutsch-Sowjetischen Krieg gekämpft und verschiedene militärische Auszeichnungen erhalten. Er starb 1973 im Alter von 49 Jahren.

## Internationale Erfolge
(EM = Europameisterschaft, S = Schwergewicht)
- 1955, 1. Platz, Welt-Jugendfestspiele, S, mit 450 kg, vor Eino Mäkinen, Finnland, 415 kg und Spitzbart, Tschechoslowakei, 410 kg;
- 1957, 1. Platz, EM in Kattowitz, S, mit 480 kg, vor Mäkinen, 440 kg und Václav Syrový, Tschechoslowakei, 435 kg;
- 1957, 1. Platz, Großer Preis der UdSSR in Moskau, S, mit 470 kg, vor Mäkinen, 447,5 kg und Mc Donald, Australien, 432,5 kg;
- 1958, 2. Platz, Großer Preis der UdSSR in Moskau, S, mit 455 kg, hinter Medwedew, 480 kg und vor Mäkinen, 440 kg

## UdSSR-Meisterschaften
- 1951, 3. Platz, S, mit 395 kg, hinter Jakow Kuzenko, 420 kg und Nikolai Laputin, 402,5 kg;
- 1953, 2. Platz, S, mit 425 kg, hinter Medwedew, 437,5 kg und vor Laputin, 417,5 kg;
- 1954, 2. Platz, S, mit 442,5 kg, hinter Medwedew, 450 kg und vor Baranowsky, 427,5 kg;
- 1955, 2. Platz, S, mit 445 kg, hinter Medwedew, 450 kg, und vor Altunin, 435 kg;
- 1956, 2. Platz, S, mit 465 kg, hinter Medwedew, 475 kg und vor Romasenko, 470 kg;
- 1957, 1. Platz, S, mit 492,5 kg, vor Medwedew, 487,5 kg und Romasenko, 447,5 kg;
- 1958, 2. Platz, S, mit 480 kg, hinter Medwedew, 505 kg, und vor Juri Wlassow, 470 kg;
- 1959, 2. Platz, S, mit 457,5 kg, hinter Wlassow, 495 kg und vor Romasenko, 455 kg

## Auszeichnungen
- 1944: Orden des Vaterländischen Krieges II. Klasse
- 1945: Orden des Roten Sterns
- Medaille „Für die Verteidigung des sowjetischen Polargebietes“
- Medaille „Sieg über Deutschland“
- 1953: Medaille „Für Verdienste im Kampf“
- 1969: Verdienter Meister des Sports der UdSSR[1]